# Chilodes ulvae
Chilodes ulvae là một loài bướm đêm trong họ Noctuidae.